# Pius Buddenborg
Pius Buddenborg OSB (* 7. Dezember 1902 in Rheine als Josef Buddenborg; † 3. Oktober 1987 in Münster) war ein deutscher Benediktiner und von 1948 bis 1971 Abt der Abtei Gerleve.

## Leben
Der 1923 in die Abtei Gerleve eingetretene Pius Buddenborg wurde 1929 Priester und 1930 in Rom zum Doktor der Theologie promoviert. 1932 ernannte ihn Abt Raphael Molitor zum Novizenmeister und 1935 zum Prior. Die Zeit der Klosteraufhebung durch die staatlichen Behörden 1941 bis 1945 verbrachte er in Osnabrück. Nach Kriegsende nach Gerleve zurückgekehrt, wurde er dort 1948 zum Abt gewählt.
Als Abt ließ er einige Umbauten an den Klostergebäuden und der Abteikirche vornehmen. 1951 gründete er das Priorat St. Ansgar in Nütschau-Travenbrück und eröffnete 1952 in Gerleve das Jugendgästehaus „St. Benedikt“. In seine Zeit fallen auch die Neuerungen infolge des Zweiten Vatikanischen Konzils. Mit Erreichen des 70. Lebensjahres trat er 1971 zurück und starb 1987 in Münster.